# Distrito de Petrodvortsovy
El distrito de Petrodvortsovy (en ruso: Петродворцо́вый райо́н Petrodvortsovyy rayon) es un distrito de la ciudad federal de San Petersburgo, Rusia. Su centro administrativo es la ciudad de Peterhof.

## Distritos
Petrodvortsovy se compone de tres municipalidades:
- Lomonósov
- Peterhof
- Strelna

## Demografía
| Gráfica de evolución de Distrito de Petrodvortsovy entre 2002 y 2020 |
|                                                                      |